# Substitució electròfila aromàtica
La substitució electròfila aromàtica (SEAr) és una reacció orgànica en la qual un àtom (generalment, hidrogen) unit a un sistema aromàtic és substituït per un grup electròfil. Aquesta reacció, la més important de les substitucions electròfiles és molt important en química orgànica, tant en la indústria com en el laboratori.
Ar-H + E+ → Ar-E + H+
On Ar és una molècula aromàtica i E+ és un àtom o molècula electròfila.